# Tatamagouche

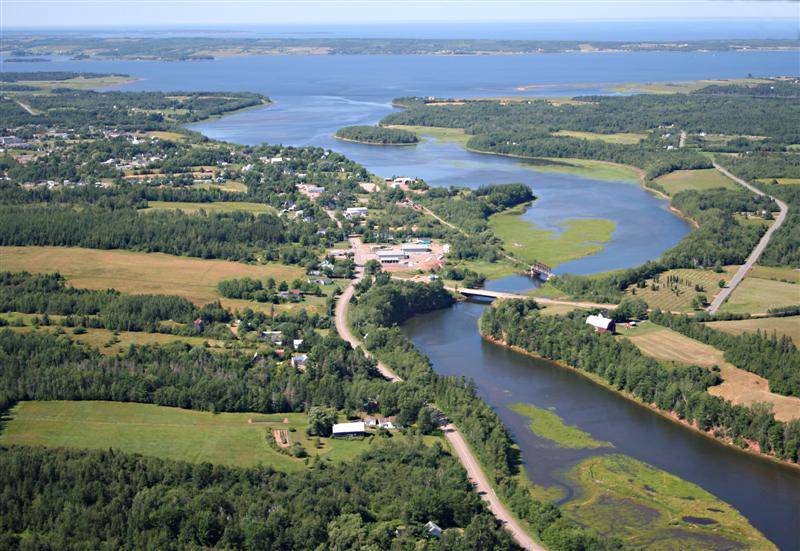
Luftaufnahme von Tatamagouche, Blick nach Nord-Nordwest entlang des Waugh River in Richtung Tatamagouche Bay und Amet Sound.

Tatamagouche ist ein Ort in Colchester County in der kanadischen Provinz Nova Scotia.

## Geographie
Tatamagouche befindet sich an der Northumberlandstraße, 40 Kilometer nördlich von Truro und 50 Kilometer westlich von Pictou. Die Städte Halifax und Moncton (New Brunswick) liegen 120 Kilometer südlich bzw. 120 Kilometer östlich des Ortes. Die beiden Flüsse French River und Waughs River münden bei Tatamagouche in die Tatamagouche Bay.

## Geschichte
Die ersten Bewohner im Gebiet waren die Mi'kmaqindianer. Auch der Name des Ortes geht auf diese Ureinwohner zurück, die ihn  Takumegooch nannten, was ungefähr „Treffen der Wasser“ bedeutet. Im 18. Jahrhundert kamen mit den Akadiern erste französische Siedler in die Gegend und gründeten einen Umschlagplatz für Güter. Während des Siebenjährigen Krieges in Nordamerika wurde der Ort zum Großteil niedergebrannt und danach von den Engländern unter Joseph Frederick Wallet DesBarres übernommen. Es folgten viele neue Einwanderer aus Schottland. Im 19. Jahrhundert waren die Einwohner überwiegend in Schiffswerften und Sägewerken beschäftigt. 
Heute ist Tatamagouche insbesondere touristisch interessant und bietet viele Möglichkeiten für Wassersportler. Der Ort veranstaltet außerdem das nach Kitchener zweitgrößte Oktoberfest Kanadas. Bekannt ist ebenfalls die Austernzucht, deren Produkte auch „Tatamagouche“ genannt werden. 

## Demographie
Im Jahre 2006 ergab sich eine Bevölkerungszahl von 2069 Personen. Dies bedeutet eine Steigerung gegenüber 1996 um 0,6 %.